# Eurymachos (König der Phlegyer)
Eurymachos (altgriechisch Εὐρύμαχος Eurýmachos) ist eine Gestalt der griechischen Mythologie.
Er war ein König des räuberischen Volkes der Phlegyer. Laut den Homer-Scholiasten griff er nach dem Tod der Zwillingsbrüder Amphion und Zethos die böotische Stadt Theben an und zerstörte sie.